# پشت سراب بیفانج
پشت سراب بیفانج مربوط به دوران پیش از تاریخ ایران باستان تا دوران‌های تاریخی پس از اسلام است و در شهرستان اسدآباد، بخش مرکزی، روستای بیفانج واقع شده و این اثر در تاریخ ۱۰ بهمن ۱۳۸۳ با شمارهٔ ثبت ۱۱۳۷۳ به‌عنوان یکی از آثار ملی ایران به ثبت رسیده است.